# Rei Naoi
Rei Naoi (jap. 直井 怜, kor. 나오이 레이, Naoi Rei; ur. 3 lutego 2004), znana jako Rei – japońska raperka, piosenkarka i modelka. Jest jedyną zagraniczną członkinią girlsbandu IVE, należącego do Starship Entertainment.

## Młodość i edukacja
Rei Naoi urodziła się 3 lutego 2004 r. Ma starszą siostrę urodzoną w 2000 r.
Rei uczęszczała do School of Performing Arts Seoul (SOPA), którą ukończyła 10 lutego 2022 r.

## Kariera

### 2021– obecnie: Debiut z IVE
Rei została stażystką pod Starship Entertainment w 2018 r. poprzez audycję w Japonii. Po przyjęciu do agencji przeprowadziła się do Seulu w Korei Południowej.
7 listopada 2021 r. Rei została przedstawiona jako piąta członkini girlsbandu IVE. Prawie miesiąc później, 1 grudnia 2021 roku Rei oficjalnie zadebiutowała jako członkini zespołu IVE wraz z wydaniem ich pierwszego minialbumu Eleven, który zawiera singiel o tej samej nazwie oraz piosenkę Take It. Tym samym stała się pierwszą japońską artystką, która zadebiutowała pod Starship Entertainment.
11 kwietnia 2023 r. Starship Entertainment wydało oświadczenie, w którym ogłosiło, że Rei tymczasowo wstrzyma wszelkie aktywności z powodów zdrowotnych, takich jak palpitacje serca i duszności. Oficjalnie wróciła z przerwy 26 maja tego samego roku.
Od 18 maja do 22 czerwca 2023 r. Rei prowadziła swój własny serial internetowy w serwisie YouTube o nazwie Follow Rei (z ang. Podążaj za Rei).

### 2022– obecnie: Modeling
W 2022 roku Rei była modelką dla marki Bonajour, produkującej naturalne i wegańskie kosmetyki, oraz sportowej marki FCMM. Tego samego roku została ogłoszona muzą marki makijażowej Peach C.

## Dyskografia

### Zasługi w kompozycji
| Tytuł         | Rok wydania | Wykonawca | Album      | Uwagi                     |
| ------------- | ----------- | --------- | ---------- | ------------------------- |
| ROYAL         | 2022        | IVE       | LOVE DIVE  | jako autorka tekstu (rap) |
| After LIKE    | 2022        | IVE       | After LIKE | jako autorka tekstu (rap) |
| Kitsch        | 2023        | IVE       | I've IVE   | jako autorka tekstu (rap) |
| Hypnosis      | 2023        | IVE       | I've IVE   | jako autorka tekstu (rap) |
| NOT YOUR GIRL | 2023        | IVE       | I've IVE   | jako autorka tekstu (rap) |
| Next Page     | 2023        | IVE       | I've IVE   | jako autorka tekstu (rap) |

## Filmografia

### Serial internetowy
| Czas | Tytuł                     | Rola       | Uwagi                                 |
| ---- | ------------------------- | ---------- | ------------------------------------- |
| 2023 | Follow Rei (따라해볼레이) | Prowadząca | Program prowadzony w serwisie YouTube |